# Hinckley (Utah)
Hinckley – miasto w Stanach Zjednoczonych, w stanie Utah, w hrabstwie Millard.